# John Anderson (Eishockeyspieler)
John Murray Anderson (* 28. März 1957 in Toronto, Ontario) ist ein ehemaliger kanadischer Eishockeystürmer und jetziger -trainer. Als Cheftrainer betreute er in der National Hockey League die Atlanta Thrashers, ehe er zuletzt von 2016 bis 2018 als Assistenztrainer bei den Minnesota Wild aktiv war.

## Karriere als Spieler
John Anderson begann seine Karriere 1973 bei den Toronto Marlboros in der kanadischen Juniorenliga Ontario Major Junior Hockey League, wo er in seiner ersten Saison zwar nur 38 Spiele bestritt, aber mit 22 Toren und 22 Assists seine Scorerfähigkeiten bereits unter Beweis stellen konnte. 1974/75 spielte Anderson dann eine volle Saison und gehörte zu den wichtigen Stützen der Marlboros mit 113 Punkten in 70 Spielen, war aber nur viertbester Scorer des Teams, das mit Bruce Boudreau, John Tonelli und Mark Napier drei Stürmer in ihren Reihen hatten, die die Liga mit dominierten. Auf Grund der starken Offensivpräsenz konnte das Team erst den J. Ross Robertson Cup als OHL-Meister und kurz darauf noch den Memorial Cup als beste kanadische Juniorenmannschaft gewinnen.
Anderson beendete daraufhin seine Karriere bei den Junioren in der Hoffnung, dass er von den Toronto Toros aus der Profiliga World Hockey Association ein Vertragsangebot erhält. Als dies nicht eintrat, kehrte er wieder zurück zu den Marlboros und spielte dort weitere zwei Jahre. In der Saison 1976/77 führte er die Mannschaft als Kapitän aufs Eis und war 57 Toren und 62 Vorlagen beste Offensivkraft der Marlboros. Für seine Leistungen wurde er ins First All-Star Team der OMJHL gewählt und erhielt die Jim Mahon Memorial Trophy als punktbester rechter Flügelstürmer der Liga. Durch seine guten Auftritte bei den Junioren konnte er schließlich die Profimannschaften überzeugen und wurde von den Toronto Maple Leafs im NHL Amateur Draft 1977 in der ersten Runde an Position elf und von den Nordiques de Québec im WHA Amateur Draft in der zweiten Runde an Position 14 ausgewählt. Anderson entschied sich für die Maple Leafs in der National Hockey League zu spielen, kam aber in seiner ersten Saison hauptsächlich für deren Farmteam, die Dallas Black Hawks, in der Central Hockey League zum Einsatz. Vor allem in den Playoffs ragte er heraus und führte das Team als bester Scorer und Torschütze zum Gewinn des Adams Cup. Er selbst wurde mit der Max McNab Trophy ausgezeichnet.
Zur Saison 1978/79 konnte sich Anderson schließlich im Stammkader der Maple Leafs durchsetzen. Nach einem soliden ersten Jahr steigerte er sich in seiner zweiten Spielzeit deutlich und war mit 53 Punkten und 25 Toren drittbester Scorer und zweitbester Torschütze des Teams. Sein bestes Jahr hatte Anderson in der Saison 1982/83, als er mit 31 Toren und 49 Assists punktbester Spieler der Maple Leafs war. In den folgenden zwei Jahren zeigte er weiterhin sehr gute Scorerleistungen, stellte sogar mit 37 Treffern einen neuen persönlichen Rekord auf, konnte aber mit der Mannschaft keine Erfolge feiern und in beiden Spielzeiten die Playoffs. Im Sommer 1985 wurde Anderson im Tausch für Brad Maxwell zu den Nordiques de Québec transferiert, die mittlerweile in der NHL spielten und wurde noch in derselben Saison in einem Tauschgeschäft zu den Hartford Whalers geschickt. Seine Punkteausbeute konnte dies aber nicht dämpfen und er beendete die Saison mit 74 Scorerpunkten, dem bis dahin zweitbesten Wert seiner Karriere. Zudem erreichte er mit den Whalers die zweite Runde der Playoffs, wo er in einem Spiel gegen die Nordiques de Québec auf sechs Punkte kam und somit einen neuen Franchise-Rekord aufstellte. Anderson setzte mit 75 Scorerpunkten seine guten Leistungen in der folgenden Saison fort, in den zwei Jahren darauf wurde er jedoch immer wieder durch Verletzungen behindert und stand zu Beginn der Saison 1988/89 nur im Kader der Binghamton Whalers, dem Farmteam von Hartford aus der zweitklassigen American Hockey League, worauf er sich für einen Wechsel entschied.
Anderson ging nach Europa und spielte für den italienischen Verein HC Milano Saima, kehrte aber im Sommer 1989 wieder zurück nach Nordamerika. Die Saison 1990/91 bestritt er in der unterklassigen International Hockey League bei den Fort Wayne Komets, wo er wieder auf seinen Teamkamerad aus Juniorenzeiten, Bruce Boudreau, traf. Gemeinsam mit Lonnie Loach führten die beiden Veterane das Team an, das bis ins Finale um den Turner Cup einzog. Anderson verpasste jedoch den Großteil der Playoffs verletzungsbedingt. Im Sommer 1991 wechselte er zu den New Haven Nighthawks in die AHL und war dort ebenfalls einer der Führungsspieler. Mit 95 Punkten war er fünftbester Scorer der Liga und wurde mit dem Les Cunningham Award als wertvollster Spieler der Saison ausgezeichnet. Zudem erhielt er den Fred T. Hunt Memorial Award für seine faire Spielweise. Die Mannschaft löste sich aber nach der Saison auf und Anderson kehrte zurück in die IHL, wo er für die San Diego Gulls als Spieler und gleichzeitig als Assistenztrainer aktiv war, ehe er 1994 nach zwei guten Saisons seine Spielerkarriere beendete.

## Karriere als Trainer

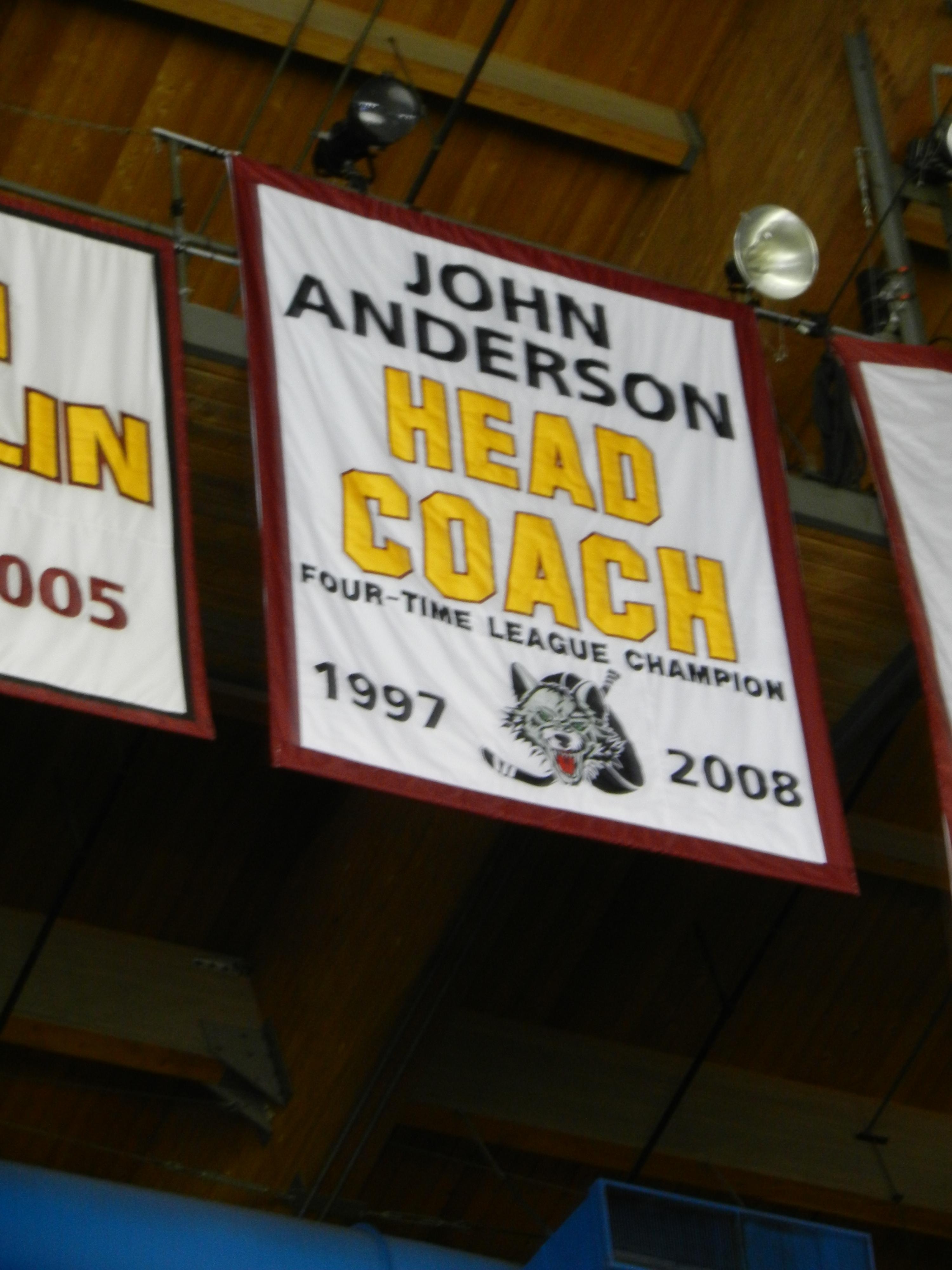
Banner zu Ehren von Anderson als Trainer der Chicago Wolves (1997–2008)

Nach dem Ende seiner aktiven Karriere blieb John Anderson noch ein weiteres Jahr als Assistenztrainer bei den San Diego Gulls. 1995 übernahm er erstmals selbst das Amt als Cheftrainer bei den Winston-Salem Mammoths aus der SHL und führte sie direkt bis ins Finale der Playoffs. Nach nur einer Saison wurde die SHL jedoch aufgelöst und Anderson wurde Trainer der Quad City Mallards in der CoHL und auch hier war seine Arbeit gleich von Erfolg gekrönt, als er in seiner ersten Spielzeit den Colonial Cup mit den Mallards gewann.
Nach der erfolgreichen Saison gelang Anderson ein weiterer Karrieresprung und er wurde zum Trainer der Chicago Wolves aus der IHL ernannt. Das Team schloss die reguläre Saison 1997/98 als zweitbestes Team ab und zogen in den Playoffs bis ins Finale ein, wo sie auf die Detroit Vipers trafen. Die Wolves gingen in der Finalserie zwar mit 2:1 in Führung, verloren aber die folgenden zwei Spiele. Ihnen gelangen den verbleibenden zwei Spielen noch zwei Siege und so gewannen sie doch den Turner Cup.
Nachdem die Chicago Wolves in der folgenden Saison in der dritten Runde gescheitert waren, gewannen sie in der Spielzeit 1999/2000 erneut die Meisterschaft der IHL und zogen 2001 bereits zum dritten Mal in vier Jahren unter Anderson ins Finale ein, wo sie jedoch diesmal unterlegen waren. Es war gleichzeitig die letzte Saison der IHL, die sich daraufhin auflöste. Die Wolves wechselten daraufhin in die AHL, wo Anderson die Mannschaft ebenfalls an die Spitze der Liga führte. Die Mannschaft erreichte gleich in ihrer Premierensaison das Finale der Playoffs und gewannen direkt den Calder Cup.

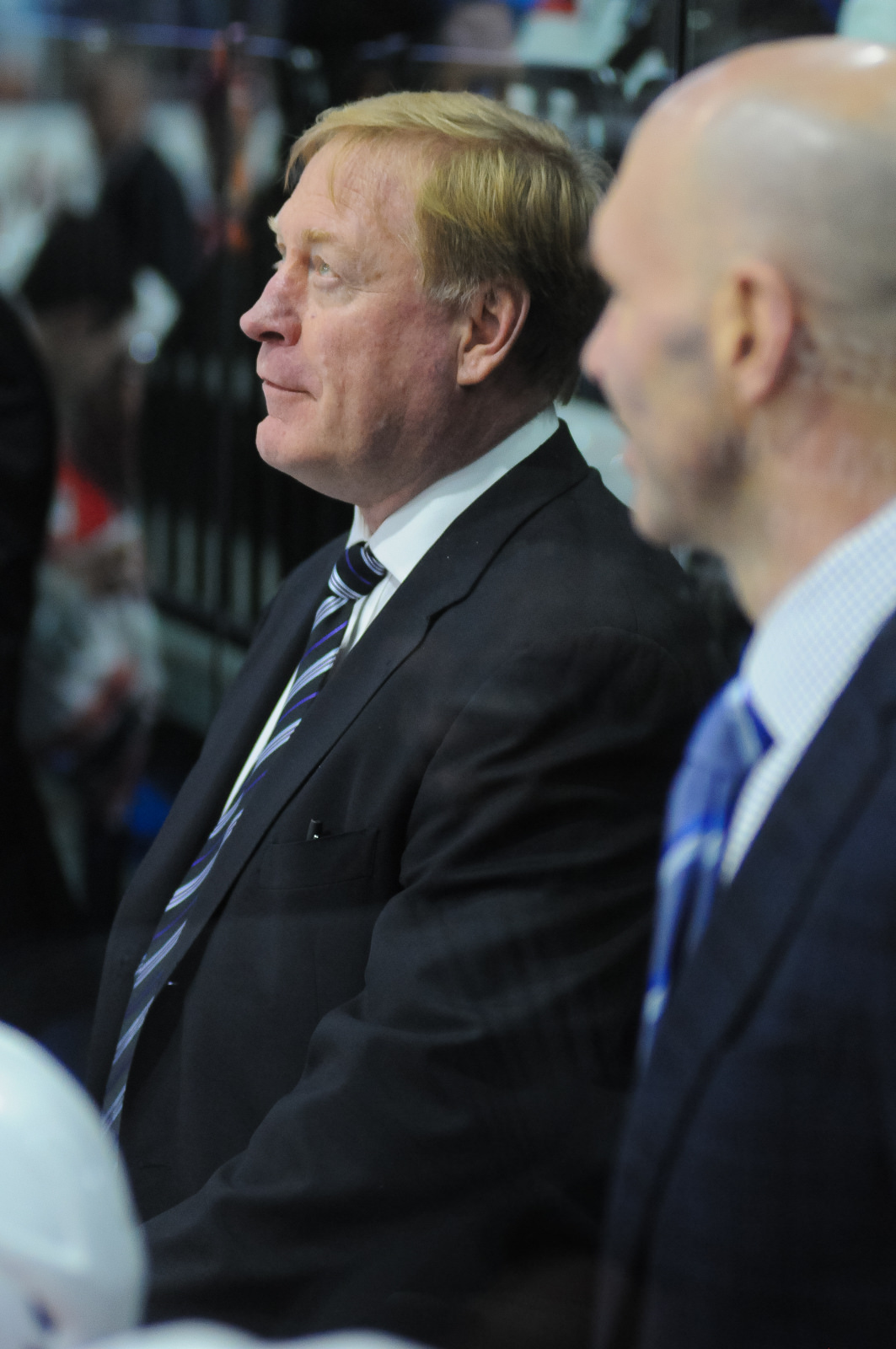
John Anderson beim AHL All-Star Classic 2015

Nach zwei Spielzeiten, die beide in der zweiten Runde der Playoffs endeten, standen die Wolves 2004/05 erneut im Finale, wo sie gegen die Philadelphia Phantoms verloren. Es folgte die bis dahin schwächste Saison des Teams unter der Führung von Anderson mit 36 Siegen gegenüber 32 Niederlagen und zum ersten Mal verpassten sie die Qualifikation für die Playoffs.
Doch die Mannschaft kehrte gestärkt zurück und erreichte in der Saison 2006/07 wieder die dritte Runde der Playoffs. Zudem stellte die Mannschaft mit Darren Haydar den wertvollsten Spieler der Saison. Auch in der Saison 2007/08 kam mit Jason Krog der MVP aus Chicago und diesmal konnte die Mannschaft auch davon profitieren, die zum zweiten Mal den Calder Cup gewinnen konnte.
Mit diesem Erfolg endete das Engagement von Anderson bei den Wolves, die zu dem Zeitpunkt als Farmteam der Atlanta Thrashers dienten. Im Juni 2008 wurde er als neuer Trainer der Thrashers vorgestellt und trat somit zum ersten Mal den Posten eines NHL-Trainers an. Nachdem ihm in den Saisons 2008/09 und 2009/10 mit dem Team den Einzug in die Play-offs nicht gelungen war, wurde er im April 2010 seines Amtes enthoben. Von 2011 bis 2013 stand Anderson als Assistenztrainer bei den Phoenix Coyotes hinter der Bande. Zur Saison 2013/14 wurde er erneut zum Cheftrainer der Chicago Wolves ernannt.
Diese Position hatte er bis zum Ende der Saison 2015/16 inne, als er als Assistenztrainer von den Minnesota Wild verpflichtet wurde. In Minnesota war er bis zum Ende der Spielzeit 2017/18 tätig.

### Trainerstationen
| Jahre     | Anzahl Saisons | Verein                 | Liga | Posten           | erreichte Playoffs | erreichte Titel                   |
| 1995–1996 | 1              | Winston-Salem Mammoths | SHL  | Cheftrainer      | 1                  | keine                             |
| 1996–1997 | 1              | Quad City Mallards     | CoHL | Cheftrainer      | 1                  | Colonial Cup (1996/97)            |
| 1997–2001 | 4              | Chicago Wolves         | IHL  | Cheftrainer      | 4                  | Colonial Cup (1997/98, 1999/2000) |
| 2001–2008 | 7              | Chicago Wolves         | AHL  | Cheftrainer      | 7                  | Calder Cup (2001/02, 2007/08)     |
| 2008–2010 | 2              | Atlanta Thrashers      | NHL  | Cheftrainer      | keine              | keine                             |
| 2011–2013 | 2              | Phoenix Coyotes        | NHL  | Assistenztrainer | 1                  | keine                             |
| 2013–2016 | 3              | Chicago Wolves         | AHL  | Cheftrainer      | 2                  | keine                             |
| 2016–2018 |                | Minnesota Wild         | NHL  | Assistenztrainer |                    |                                   |

## Erfolge und Auszeichnungen

### Als Spieler
| - 1975 J.-Ross-Robertson-Cup-Gewinn mit den Toronto Marlboros - 1975 Memorial-Cup-Gewinn mit den Toronto Marlboros - 1975 Ed Chynoweth Trophy - 1975 Memorial Cup All-Star First Team - 1977 OMJHL All-Star Game - 1977 Jim Mahon Memorial Trophy - 1977 OMJHL First All-Star Team - 1977 Silbermedaille bei der Junioren-Weltmeisterschaft | - 1978 Adams-Cup-Gewinn mit den Dallas Black Hawks - 1978 Max McNab Trophy - 1978 CHL Second All-Star Team - 1983 Bronzemedaille bei der Weltmeisterschaft - 1985 Silbermedaille bei der Weltmeisterschaft - 1992 Les Cunningham Award - 1992 Fred T. Hunt Memorial Award - 1992 AHL First All-Star Team |

### Als Trainer
| - 1997 Colonial-Cup-Gewinn mit den Quad City Mallards - 1998 Turner-Cup-Gewinn mit den Chicago Wolves - 2000 Turner-Cup-Gewinn mit den Chicago Wolves | - 2002 Calder-Cup-Gewinn mit den Chicago Wolves - 2008 Calder-Cup-Gewinn mit den Chicago Wolves - 2019 Aufnahme in die AHL Hall of Fame |